# Марушићи (Омиш)
Марушићи су насељено место у саставу града Омиша, Сплитско-далматинска жупанија, Република Хрватска.

## Историја
До територијалне реорганизације у Хрватској налазили су се у саставу старе општине Омиш.

## Становништво
На попису становништва 2011. године, Марушићи су имали 151 становника.
| Број становника по пописима | Број становника по пописима | Број становника по пописима | Број становника по пописима | Број становника по пописима | Број становника по пописима | Број становника по пописима | Број становника по пописима | Број становника по пописима | Број становника по пописима | Број становника по пописима | Број становника по пописима | Број становника по пописима | Број становника по пописима | Број становника по пописима | Број становника по пописима |
| --------------------------- | --------------------------- | --------------------------- | --------------------------- | --------------------------- | --------------------------- | --------------------------- | --------------------------- | --------------------------- | --------------------------- | --------------------------- | --------------------------- | --------------------------- | --------------------------- | --------------------------- | --------------------------- |
| 1857                        | 1869                        | 1880                        | 1890                        | 1900                        | 1910                        | 1921                        | 1931                        | 1948                        | 1953                        | 1961                        | 1971                        | 1981                        | 1991                        | 2001                        | 2011                        |
| 0                           | 0                           | 0                           | 0                           | 0                           | 0                           | 0                           | 0                           | 109                         | 109                         | 107                         | 80                          | 66                          | 107                         | 203                         | 151                         |

Напомена: Исказује се као насеље од 1948. када је издвојено из насеља Локва Рогозница.

### Попис1991.
На попису становништва 1991. године, насељено место Марушићи је имало 107 становника, следећег националног састава:
| Попис 1991.‍  | Попис 1991.‍  | Попис 1991.‍ | Попис 1991.‍ | Попис 1991.‍ |
| ------------ | ------------ | ----------- | ----------- | ----------- |
|              |              |             |             |             |
| Хрвати       | Хрвати       |             | 103         | 96,26%      |
| Југословени  | Југословени  |             | 1           | 0,93%       |
| Муслимани    | Муслимани    |             | 1           | 0,93%       |
| регион. опр. | регион. опр. |             | 2           | 1,86%       |
| укупно: 107  |              |             |             |             |